# Хартия телерадиовещателей Российской Федерации
 Хартия телерадиовещателей Российской Федерации (28 апреля 1999 года, Москва) — моральный кодекс устроителей эфира, инициатором создания и подписания которого стал руководитель Федеральной службы России по телевидению и радиовещанию (ФСТР) Сеславинский Михаил Вадимович, который в настоящее время занимает должность руководителя Федерального агентства по печати и массовым коммуникациям.
Главная цель хартии — обеспечить достоверность информации, защиту прав и законных интересов граждан и организаций, уважение неприкосновенности частной жизни, отказ от демонстрации чрезмерной жестокости и насилия. Хартия также уделяет особое внимание сохранению чистоты русского языка в телерадиоэфире.
Руководители ведущих телерадиокомпаний подписали Хартию телерадиовещателей России 28 апреля 1999 года. Под этим документом поставили свои подписи Эрнст Константин Львович (ОРТ / Первый канал), Добродеев Олег Борисович (ВГТРК), Кулистиков Владимир Михайлович (НТВ), Попцов Олег Максимович (ТВ Центр), Александр Роднянский (СТС) и Ирена Лесневская (REN-TV), а также руководители ТВ-6 и 31 канала.
Хартия вошла в учебные пособия для студентов высших учебных заведений, обучающихся по направлению и специальности «Журналистика».